# Gum 19
Gum 19 (également connue sous le nom de RCW 34) est une petite nébuleuse en émission visible dans la constellation des Voiles.
On l'observe dans la partie nord-ouest de la constellation, à environ 2° de l'étoile Suhail (λ Velorum). Elle apparaît comme une petite tache de forme triangulaire et peut être photographiée à l'aide de filtres à travers un télescope de moyenne puissance. Sa déclinaison est fortement méridionale. Cela signifie que depuis les régions du nord son observation est très difficile en dehors des tropiques, tandis qu'au nord de 47 °N elle est toujours invisible. Depuis l'hémisphère sud, on peut cependant l'observer presque toutes les nuits de l'année. La meilleure période pour l'observer dans le ciel du soir est de décembre à mai.
Il s'agit d'une petite région H II située à une distance d'environ 3 100 pc (∼10 100 al), dans une zone inter-bras située à l'extérieur du bras d'Orion. L'étoile responsable de son ionisation est vdBH 25a, une étoile bleue de la séquence principale qui apparaît dans la direction de la nébuleuse par réflexion vdBH 25, qui cependant, étant située à une distance d'environ 700 pc (∼2 280 al) du soleil, n'est pas physiquement associée à Gum 19. Deux masers ont été identifiés dans la nébuleuse, un maser à eau et un maser à méthanol, tous deux des objets typiques des régions ultracompactes H II abritant des objets stellaires en formation. Sur le bord nord de la nébuleuse, au nord du front d'ionisation de l'étoile vdB 25a, se trouve la source infrarouge brillante IRAS 08546−4254, coïncidant avec une jeune étoile massive, autour de laquelle il y aurait des phénomènes de formation d'étoiles actifs, en particulier sur le bord du front d'ionisation. Un petit amas infrarouge, DBS2003 28, a également été découvert à proximité de cette source.